# Giuseppe Tommasi (chimico)
Giuseppe Tommasi (Cosenza, 16 maggio 1885 – Roma, 21 gennaio 1944) è stato un chimico italiano.

## Biografia
Studente di Stanislao Cannizzaro e di Emanuele Paternò, fu Direttore della Regia Stazione Chimico-Agraria Sperimentale (nel 1967 ridenominata Istituto Sperimentale per la Nutrizione delle Piante) di Roma dal 1920 fino alla sua morte. Nel 1935 fu nominato socio corrispondente dell'Accademia dei Lincei.
Nel corso della sua attività lavorativa svolse importanti ricerche nel settore della biochimica vegetale e della chimica analitica. In particolare compì studi sulla pedologia e la fertilizzazione dei terreni. Insegnò anche chimica agraria presso l'Università Regia di Roma in via Panisperna 89 nell'anno accademico 1934/35 e nei successivi nella nuova sede dell'Istituto Chimico edificato nei pressi del Policlinico.

## Opere principali
Tra le pubblicazioni di Tommasi si ricordano:
- Il contributo italiano al progresso della chimica agraria, negli ultimi cento anni, Società italiana per il progresso delle scienze, 1939, pagg. 343.
- Nuove prospettive della chimica agraria, Società italiana per il progresso delle scienze, 1940, pagg. 17.
- Il silaggio foraggero italiano, Istituto d'arti grafiche Mengarelli, 1942, pagg. 66.